# جان-کارلو کوپولا
جیان-کارلو کوپولا (به انگلیسی: Gian-Carlo Coppola) (زادهٔ ۱۷ سپتامبر ۱۹۶۳ - درگذشتهٔ ۲۶ مهٔ ۱۹۸۶) تهیه‌کننده آمریکایی بود.
او برادر سوفیا کوپولا و رومن کوپولا و همچنین فرزند فرانسیس فورد کوپولا بود.
فرزند او جیا کوپولا است.